# Memory Almost Full
Memory Almost Full — чотирнадцятий сольний студійний альбом англійського музиканта Пола Маккартні . Він був випущений у Великобританії 4 червня 2007 року, а в Сполучених Штатах — днем пізніше. Альбом був першим релізом на лейблі Starbucks ' Hear Music . Він був спродюсований Девідом Кеном і записаний на Abbey Road Studios, Henson Recording Studios, AIR Studios, Hog Hill Mill Studios і RAK Studios між жовтнем 2003 року та з 2006 по лютий 2007 року У період між сесіями 2003 і 2006 років Маккартні працював над іншим студійним альбомом Chaos and Creation in the Backyard (2005) з продюсером Найджелом Годрічом .
Memory Almost Full потрапив до топ-5 у Великобританії та США, а також у Данії, Швеції, Греції та Норвегії. Альбом, номінований на «Греммі», розійшовся тиражем понад 2 мільйони копій по всьому світу і отримав золотий сертифікат RIAA за поставки понад 500 000 копій лише в Сполучених Штатах. Альбом був випущений у трьох версіях: один диск, набір із 2 компакт-дисків і видання CD/DVD deluxe, останнє з яких вийшло 6 листопада 2007 року.

## Бекграунд
У вересні 2003 року Пол Маккартні та його гастрольний гурт записали дев'ять демо на студії The Mill . Через місяць, у жовтні, почалися альбомні сесії для Memory Almost Full, які були спродюсовані Девідом Кеном і записані на Abbey Road Studios . Маккартні з гуртом записали пісні «You Tell Me», «Only Mama Knows», «Vintage Clothes», «That Was Me», «Feet in the Clouds», «House of Wax», «The End of the End», і «Whole Life». [nb 1] Однак сесії були скорочені та оголошено перерву, коли Маккартні розпочав ще один альбом, Chaos and Creation in the Backyard, з продюсером Найджелом Годрічом .
На веб-сайті, створеному для альбому, Маккартні заявив: «Насправді я почав цей альбом, Memory Almost Full, перед моїм останнім альбомом Chaos and Creation in the Backyard, випущеним у вересні 2005 року. (. . .) Коли я тільки закінчував усе, що стосувалося Chaos, і щойно отримав номінацію на Греммі (2006), я зрозумів, що маю повернутися до цього альбому та закінчити його. Тож я взяв його, щоб послухати ще раз, думаючи, чи сподобається він мені, але насправді він мені дуже сподобався. Все, що я робив спочатку, це просто слухав пару речей, а потім я почав думати: „Добре, мені подобається цей трек“. – Тепер, що з цим не так? І це могло бути щось на кшталт барабанного звуку, тож я б знову записав барабани і дивився, куди ми дійдемо. (. . .) Місцями це дуже особистий запис, і багато у чому ретроспективний, черпаючи з пам'яті, як спогади про дитинство, про Ліверпуль і про минуле літо. Альбом викликає вийшов емоційний, роковий, але я не можу описати це одним реченням».

## Запис
Багато пісень з Memory Almost Full були з групи пісень, яка також включала пісні з Chaos і Creation in the Backyard, а деякі, призначені для першого, ледь не потрапили до останнього. Будь-які пісні, які були розпочаті, але не закінчені, для Chaos і Creation in the Backyard, Маккартні не хотів переробляти для Memory Almost Full . По ходу роботи над альбомом Маккартні написав ще кілька пісень, те, що Маккартні робив, коли був у Beatles . Рання версія «Ever Present Past» була записана на одній із трьох наступних студій: RAK Studios, AIR Studios або Ocean Way Studios ; десь між листопадом 2003 і квітнем 2005. Через два роки після сесії 2003 року сесії для альбому почалися знову. Книга Paul McCartney: Recording Sessions (1969—2013). A Journey Through Paul McCartney's Songs After The Beatles повідомляє, що запис альбому було розпочато у вересні-жовтні 2003 року та відновлено у лютому 2004 року на Abbey Road, а інші сесії проходили з березня 2006 року по лютий 2007 року
Нові треки були записані на таких студіях: домашня студія Маккартні в Сассексі, The Mill, Henson Studios у Лос-Анджелесі, лондонські RAK Studios і AIR Studios і нью-йоркська SeeSquared Studios. На цих студіях були записані пісні «Nod Your Head», «In Private», «222», «Gratitude», «Mr Bellamy», «See Your Sunshine» і «Ever Present Past». З цих пісень «Mr Bellamy», «Ever Present Past», «Gratitude», «Nod Your Head» і «In Private» були записані в один день, у березні 2006 року Окрім роботи над піснями з першої альбомної сесії Memory Almost Full у 2003 році, «Why So Blue» було перезаписано. Загалом для альбому було записано від 20 до 25 пісень. " Dance Tonight " був записаний разом із «Feet in the Clouds» і «222», переробленими, між січнем і лютим 2007 року на RAK Studios, як остання пісня, записана для альбому. Альбом був зведений Kahne і Andy Wallace .

## Пісні
В інтерв'ю журналу Billboard у травні 2007 року Маккартні сказав, що матеріал альбому «в певному сенсі є трохи ретроспективним. Деякі з них сучасні, деякі повертаються до минулого, але всі вони є піснями, якими я дуже пишаюся.» Маккартні грав на мандоліні в пісні «Dance Tonight». Він коментує, що «під час пошуку інструменту, щоб спробувати знайти акорди, що я робив з гітарою, коли мені було 14 років, можливо, ця свіжість повернулася». «Ever Present Past», яку Маккартні назвав «personal», спочатку почалася як пісня «Perfect Lover». Ця рання версія була більше схожою на фолк, схожу на " Friends to Go " Chaos and Creation in the Backyard . У «Perfect Lover» були внесені незначні зміни в ліриці, змінено бридж і переглянуто музичне аранжування, перш ніж він нарешті став «Ever Present Past». Також трек містить посилання на Beatles. У червні 2007 року Маккартні оголосив, що «See Your Sunshine» «це майже відверта пісня про кохання Хізер. Багато з альбому було зроблено до, під час і після нашого розставання. Я не повернувся і не взяв жодної пісні, пов'язаної з нею». «You Tell Me» розповідає про спогади Маккартні про його попередню дружину Лінду .
«Mr Bellamy», шоста пісня альбому, на думку онлайн-фанів, розповідає про нещодавнє розлучення Маккартні. Маккартні запросив фронтмена Radiohead Тома Йорка зіграти на фортепіано в пісні, але той відмовився. У пресі публікувалися статті, в яких стверджувалося, що Йорк «знехтував» Маккартні, але пізніше Йорк розповів, що йому «дуже сподобалася пісня», але він відчував, що не зможе виконати її на належному рівні. Повідомляється, що «Gratitude» розповідає про розлучення Хізер Міллс і Маккартні.
Альбом містить п'ять композицій, про які в інтерв'ю журналу Billboard Маккартні сказав, що це було «те, до чого я хотів повернутися», оскільки «ніхто не робив цього деякий час». Попурі являло собою набір спеціально написаного матеріалу, тоді як попурі, над яким Маккартні працював над " Abbey Road " The Beatles, насправді складалося з «фрагментів, які ми перебирали». Попурі починається з «Vintage Clothes», яку Маккартні «сів одного разу», щоб написати, яка була «озираючись, [і] оглядаючись назад.», про життя. За ним послідувала басова пісня «That Was Me», яка розповідає про його «шкільні дні та вчителів», попурі, як заявив Маккартні, потім «розвинулася звідти». Наступні пісні — «Feet in the Clouds» про бездіяльність під час дорослішання та «House of Wax» про життя знаменитості. Остання пісня у попурі, «The End of the End», була написана Маккартні вдома на Кавендіш-авеню під час гри на фортепіано його батька, Джима.

## Упаковка
Деякі люди згадували, що назва альбому «Memory Almost Full» є анаграмою слова «for my soulmate LLM» (ініціали Лінди Луїзи Маккартні). Коли його запитали, чи було це навмисно, Маккартні відповів; «Деякі речі краще залишити таємницею». В інтерв'ю Pitchfork Media Маккартні уточнив: «Мушу зізнатись, хтось сказав мені [є анаграма], і я думаю, що це повна таємниця, тому що вона така повна. Здається, що в назві є анаграма. І це загадка. Це було не навмисно» Назву альбому насправді надихнуло повідомлення, яке прийшло на його мобільний телефон. Він думав, що ця фраза описує сучасне життя.
Значна частина випуску компакт-диска Memory Almost Full включала вставку обкладинки, верхній правий кут якої був навмисно зігнутий до центру вкладиша, залишаючи лоток для компакт-диска видимим. Зігнутий білий куток закриває кут зображення крісла, але має надруковані ім'я виконавця та альбому, щоб текст був повним, незважаючи на згин. Після відкриття та вирівнювання вставки обкладинки крісло готове, але частина тексту, яка надрукована на загнутому куті, не друкується на передній частині обкладинки, залишаючи текст неповним. Це був перший випадок, коли подібне художнє втручання відбулося в рамках стандартного футляра для коштовностей, і на перший погляд його можна було вважати неправильно виготовленою копією. Маккартні про обкладинку компакт-диска/альбому: «Я дійсно хотів зробити компакт-диск бажаним об'єктом. Щось, що я знаю, що хотів би взяти з полиці, щось, що викликало б у людей цікавість».

## Випуск і просування
Цей альбом став його першим для лейблу звукозапису Starbucks Hear Music після того, як він мав 45-річну співпрацю з Capitol / EMI . Контракт на запис із Capitol/EMI закінчився за кілька місяців до виходу альбому після того, як Маккартні дізнався, що EMI планує витратити шість місяців на розробку рекламного плану для альбому. Маккартні був першим артистом, який підписав контракт із Hear Music. 12 квітня 2007 року веб-сайт Rock Radio злив трек-лист альбому Через день продюсер Девід Кан заявив на тому ж сайті, що витік списку був фіктивним. Перший американський сингл «Ever Present Past» дебютував на радіо 20 квітня. Прем'єра кліпу на пісню «Dance Tonight» відбулася 23 травня на YouTube. Альбом був випущений 4 червня 2007 року у Великій Британії, [nb 2] і через день 5 числа в США, [nb 3] і з вініловим виданням пізніше в цьому місяці, 25 червня. [nb 4]
Це також був перший альбом Маккартні, доступний для цифрового завантаження . Провідним синглом для решти світу є «Dance Tonight», випущений на 65-й день народження Маккартні у Великій Британії 18 червня як цифрове завантаження, з фізичним релізом через місяць, 23 липня, на компакт-диску та 10-дюймовому вінілі. фігурний диск із зображенням У музичному відео знято Наталі Портман і Маккензі Крук, а режисером став Мішель Гондрі . Третій сингл, " Nod Your Head ", був випущений як цифровий сингл для завантаження 28 серпня через iTunes Store. «Ever Present Past» був випущений як сингл у Великій Британії 5 листопада, як сингл на компакт-диску та 7-дюймовий вініл .
Просування альбому відбувалося в кількох формах, наприклад, всесвітня вечірка з прослуховуванням у понад 10 000 магазинів Starbucks у день виходу альбому в США, де альбом почули приблизно 6 мільйонів людей. У десяти магазинах Starbucks шанувальники зробили свій внесок у відео вшанування, яке було показано в Інтернеті 18 червня 2007 року Інші рекламні акції включали обмежене видання картки Starbucks Пола Маккартні, подібної до того, що вони зробили для Genius Loves Company Рея Чарльза, супутникова радіостанція XM Channel, що належить Starbucks, створила програму про Маккартні та альбом випустив одну пісню до альбому на iTunes, виступав на iTunes Festival: London і давав безкоштовні шоу. 6 листопада 2007 року альбом було перевидано як Memory Almost Full — Deluxe Edition . У комплект входить один CD і один DVD. Компакт-диск включав стандартний альбом плюс три додаткові пісні з видання на 2 компакт-дисках. DVD містив п'ять треків, записаних наживо в The Electric Ballroom у Лондоні, і два музичних відео.

## Рецепція
Memory Almost Full отримав позитивну реакцію. На Metacritic альбом отримав середню оцінку 69 на основі 23 рецензій від критиків, що означає «загалом схвальні відгуки». Еван Серпік з журналу Rolling Stone також порівняв попурі з п'яти пісень у другій частині альбому зі знаменитою сюїтою пісень у Abbey Road The Beatles. Цей альбом посів 22 місце в списку 50 найкращих альбомів 2007 року за версією Rolling Stone. '

### Комерційне виконання
У США Memory Almost Full дебютував під номером 3 у Billboard 200 із приблизно 161 000 проданими копіями протягом першого тижня, що зробило його найкращим альбомом Маккартні з часів альбому Flaming Pie 1997 року. 47 % продажів альбомів з першого тижня припадало на кав'ярні Starbucks, що було найкращим продажем будь-якого альбому в історії Starbucks. Хоча було оголошено, що копії альбому, продані в кав'ярнях Starbucks у Великій Британії, не враховуватимуться в Офіційних чартах Великобританії, оскільки вони не зареєстровані в системі підрахунку копій, однак Memory Almost Full все ж таки вдалося досягти 5го місця у чартах альбомів Великобританії . Альбом також посів 1 місце в Billboard Internet Sales Chart і 3 місце в Billboard Top Internet Albums Downloads Downloads .
Він посів 90-е місце в топ-100 рейтингу Billboard за підсумками року і 177-е місце в чарті Великобританії за підсумками року. Альбом отримав нагороду за найкращу піар-кампанію на церемонії Music Week Awards та нагороду за онлайн/цифрову кампанію від New Media Age . Повідомляється, що альбом розійшовся тиражем у 105 000 копій на його батьківщині, перш ніж стандартну версію компакт-диска в унікальному футлярі роздали безкоштовно в рамках рекламної акції британської газети The Mail on Sunday (18 травня 2008 року).
«Ever Present Past» досяг 10-го місця в Bubbling Under Hot 100, а також посідає 16-е місце в чарті Billboard Adult Contemporary . «Dance Tonight» посів 46 місце в Billboard Hot Digital Songs, 58 місце в Billboard Pop 100 і, нарешті, 69 місце в Billboard Hot 100 .

## Трек-лист
Усі пісні написав Пол Маккартні .
| #     | Назва                | Тривалість |
| ----- | -------------------- | ---------- |
| 1.    | «Dance Tonight»      | 2:54       |
| 2.    | «Ever Present Past»  | 2:57       |
| 3.    | «See Your Sunshine»  | 3:20       |
| 4.    | «Only Mama Knows»    | 4:17       |
| 5.    | «You Tell Me»        | 3:15       |
| 6.    | «Mr. Bellamy»        | 3:39       |
| 7.    | «Gratitude»          | 3:19       |
| 8.    | «Vintage Clothes»    | 2:22       |
| 9.    | «That Was Me»        | 2:38       |
| 10.   | «Feet in the Clouds» | 3:24       |
| 11.   | «House of Wax»       | 4:59       |
| 12.   | «The End of the End» | 2:57       |
| 13.   | «Nod Your Head»      | 1:58       |
| 41:59 |                      |            |

| Japanese bonus track | Japanese bonus track | Japanese bonus track |
| #                    | Назва                | Тривалість           |
| -------------------- | -------------------- | -------------------- |
| 14.                  | «Why So Blue»        | 3:11                 |
| 45:10                |                      |                      |

| iTunes bonus track | iTunes bonus track                                                | iTunes bonus track |
| #                  | Назва                                                             | Тривалість         |
| ------------------ | ----------------------------------------------------------------- | ------------------ |
| 14.                | «Dance Tonight (Acoustic version)» (iTunes Store pre-order bonus) | 2:47               |
| 44:46              |                                                                   |                    |

| Deluxe edition bonus tracks | Deluxe edition bonus tracks | Deluxe edition bonus tracks |
| #                           | Назва                       | Тривалість                  |
| --------------------------- | --------------------------- | --------------------------- |
| 14.                         | «In Private»                | 2:08                        |
| 15.                         | «Why So Blue»               | 3:11                        |
| 16.                         | «222»                       | 3:38                        |
| 50:56                       |                             |                             |

| 2CD limited edition bonus disc | 2CD limited edition bonus disc                     | 2CD limited edition bonus disc |
| #                              | Назва                                              | Тривалість                     |
| ------------------------------ | -------------------------------------------------- | ------------------------------ |
| 1.                             | «In Private»                                       | 2:08                           |
| 2.                             | «Why So Blue»                                      | 3:11                           |
| 3.                             | «222»                                              | 3:38                           |
| 4.                             | «Paul talks about the music of Memory Almost Full» | 26:04                          |
| 35:01                          |                                                    |                                |

| Deluxe edition bonus DVD: Live At The Electric Ballroom, London, 7th June 2007 | Deluxe edition bonus DVD: Live At The Electric Ballroom, London, 7th June 2007 | Deluxe edition bonus DVD: Live At The Electric Ballroom, London, 7th June 2007 | Deluxe edition bonus DVD: Live At The Electric Ballroom, London, 7th June 2007 |
| #                                                                              | Назва                                                                          | Автор                                                                          | Тривалість                                                                     |
| ------------------------------------------------------------------------------ | ------------------------------------------------------------------------------ | ------------------------------------------------------------------------------ | ------------------------------------------------------------------------------ |
| 1.                                                                             | «Drive My Car»                                                                 | Lennon-McCartney                                                               |                                                                                |
| 2.                                                                             | «Dance Tonight»                                                                |                                                                                |                                                                                |
| 3.                                                                             | «House of Wax»                                                                 |                                                                                |                                                                                |
| 4.                                                                             | «Nod Your Head»                                                                |                                                                                |                                                                                |
| 5.                                                                             | «Only Mama Knows»                                                              |                                                                                |                                                                                |
| 6.                                                                             | «Dance Tonight» (music video)                                                  |                                                                                |                                                                                |
| 7.                                                                             | «Ever Present Past» (music video)                                              |                                                                                |                                                                                |

## Персонал
Персонал на буклеті. 
| Musicians Paul McCartney — all instruments except for «Only Mama Knows», «You Tell Me», «Vintage Clothes», «That Was Me», «Feet in the Clouds», and «House of Wax», where he was joined by the following musicians (all from his touring band): - Paul Wickens — keyboards - Rusty Anderson — guitar - Brian Ray — bass - Abe Laboriel Jr. — drums | Production - David Kahne — producer and programming - Adam Noble, David Kahne, Steve Orchard, Geoff Emerick, Paul Hicks — engineers - Jamie Kirkham, Eddie Klein, Adam Noble, Chris Bolster, Kevin Mills, Mirek Stiles — assistant engineers - David Kahne, Andy Wallace — mixing - Bob Ludwig — mastering - Humphrey Ocean — cover art front: black love chair (aquatint) and cover art back: black love chair (gouache) - Max Vadukul — inlay photography - Rebecca and Mike — ideas |

## Номінації на Греммі
Memory Almost Full був номінований у таких категоріях:
- Найкращий вокальний поп-альбом для Memory Almost Full (2008)[58]
- Найкраще чоловіче поп-вокал для " Dance Tonight " (2008)[58]
- Найкраще соло рок-вокальне виконання для " Only Mama Knows " (2008)[58]
- Найкраще чоловіче поп-вокал для " That Was Me " (2009)

## Чарти
| Chart (2007)                                       | Peak position |
| -------------------------------------------------- | ------------- |
| Австралія Australian Albums (ARIA)                 | 33            |
| Австрія Austrian Albums (Ö3 Austria)               | 17            |
| Бельгія Belgian Albums (Ultratop Flanders)         | 25            |
| Бельгія Belgian Albums (Ultratop Wallonia)         | 25            |
| Канада Canadian Albums (Billboard)                 | 6             |
| Данія Danish Albums (Hitlisten)                    | 2             |
| Нідерланди Dutch Albums (MegaCharts)               | 6             |
| European Albums Chart                              | 3             |
| Фінляндія Finnish Albums (Suomen virallinen lista) | 33            |
| Франція French Albums (SNEP)                       | 13            |
| Німеччина German Albums (Offizielle Top 100)       | 18            |
| Greek Albums (IFPI)                                | 4             |
| Ірландія Irish Albums (IRMA)                       | 30            |
| Італія Italian Albums (FIMI)                       | 8             |
| Japanese Albums (Oricon)                           | 17            |
| Mexican Albums (AMPROFON)                          | 17            |
| Норвегія Norwegian Albums (VG-lista)               | 4             |
| Шотландія Scottish Albums (OCC)                    | 6             |
| Іспанія Spanish Albums (PROMUSICAE)                | 17            |
| Швеція Swedish Albums (Sverigetopplistan)          | 3             |
| Швейцарія Swiss Albums (Schweizer Hitparade)       | 20            |
| Велика Британія UK Albums (OCC)                    | 5             |
| США Billboard 200                                  | 3             |
| США Top Rock Albums (Billboard)                    | 1             |

| Chart (2007)                   | Position |
| ------------------------------ | -------- |
| French Albums (SNEP)           | 200      |
| Italian Albums (FIMI)          | 179      |
| UK Albums (OCC)                | 177      |
| US Billboard 200               | 90       |
| US Top Rock Albums (Billboard) | 17       |

| Регіон                                                                                          | Сертифікація | Продажі |
| ----------------------------------------------------------------------------------------------- | ------------ | ------- |
| Канада (Music Canada)                                                                           | Золотий      | 50 000^ |
| Данія (IFPI Denmark)                                                                            | Золотий      | 15,000  |
| Японія (Oricon)                                                                                 | —            | 43,563  |
| Росія (NFPF)                                                                                    | Платиновий   | 20 000* |
| Велика Британія (BPI)                                                                           | Золотий      | 105,010 |
| США (RIAA)                                                                                      | Золотий      | 634,000 |
| *продажі, що базуються лише на сертифікаціях ^відвантаження, що базуються лише на сертифікаціях |              |         |

Примітки :
- У статті, яку Concord Music Group опублікувала на своєму офіційному сайті в лютому 2007 року (за місяць до того, як Memory Almost Full отримав золотий сертифікат Асоціації звукозаписної індустрії Америки), Hear Music оголосила, що поставки альбому досягли платинового статусу в США.[97] Лейбл також стверджував, що альбом отримав золото в інших країнах, наприклад у Норвегії, хоча Міжнародна федерація фонографічної промисловості не сертифікувала альбом на жодному там лейблі станом на 2014 рік.

## Реліз мінітуру 2007 року
Влітку та восени 2007 року Пол розпочав рекламний мінітур, виступаючи з концертами для невеликої аудиторії на підтримку свого альбому Memory Almost Full . Чотири вистави згодом вийшли в різних форматах.